# Empoasca cruciata
Empoasca cruciata är en insektsart som beskrevs av Delong 1952. Empoasca cruciata ingår i släktet Empoasca och familjen dvärgstritar. Inga underarter finns listade i Catalogue of Life.